# Izljev nafte u Meksičkom zaljevu 2010.
Izljev nafte u Meksičkom zaljevu 2010., znan i kao izljev nafte BP-a, Deepwater Horizon katastrofa i Macondo puknuće, bio je masovni 3-mjesečni izljev nafte u Meksičkom zaljevu koji se dogodio 20. travnja 2010. godine te je nakon mjesec dana nezaustavljivog širenja naftne mrlje proglašena najvećom naftnom ekološkom katastrofom američke povijesti, čime je čak nadvisila katastrofalni izljev nafte iz Exxon Valdeza 1989. godine.
Uzrok je erupcija nafte s morskog dna koja je nastala nakon puknuća i eksplozije naftne platforme Deepwater Horizon 20. travnja 2010. u Atlantskom oceanu u blizini savezne države Louisiana. Za platformu je bio odgovoran British Petroleum. To je bio treći ozbiljan incident u koji je bio umiješan BP u SAD-u u zadnjih pet godina. Erupcija nafte pokrenuta je iz naftnog bazena koji je izbušen oko 1,5 kilometara ispod morske površine. Procjene o količini izbačene nafte u moru sežu od 790.000 do 16.000.000 litara dnevno. Kao posljedica, zagađena je površina mora od oko 6,000 km2. Najveće žrtve katastrofe su ribarstvo, turizam, morska flora i fauna te razne ptice koje su teško nastradale. Izljev je stekao i loš glas zbog toga što su razne ekipe preko mjesec dana pokušavale bezuspješno zaustaviti erupciju nafte, što je izazvalo čuđenje i ogorčenje diljem Amerike.
Prema Nacionalnom oceanografskom institutu, u prvih 40 dana izljeva isteklo je otprilike 120 milijuna litara nafte u more. Sveukupno, površina zagađenog mora procijenjena je na oko 9.900 km2. Od 20. travnja do 16. srpnja, kada je zaustavljen izljev nafte, procjenjuje se da je u more sveukupno iscurilo između 500.000 i 1.000.000 tona nafte.

## Kronologija

### Potonuće naftne platforme
Na naftnoj platformi u Meksičkom zaljevu došlo je do eksplozije. U trenutku eksplozije na platformi je bilo 126 radnika, od kojih je 17 ozlijeđeno, a 11 njih je preminulo. Eksplozija se dogodila 20. travnja 2010. oko 23 sata po lokalnom vremenu, na bušotini Deepwater Horizon, smještenoj 83 km jugoistočno od grada Venicea u Louisiani.
Obalna straža odmah je poslala helikoptere iz Louisiane i Alabame, te četiri broda kako bi evakuirali posadu i tragali za nestalima, međutim, dim i nepovoljni vremenski uvjeti onemogućuli su im kvalitetne radove.
Dva dana kasnije, naftna platforma je potonula. Dok je na platformi plamtio požar, koji su neuspješno pokušali ugasiti brodovi obalne straže, u more je istjecalo oko 8.000 barela nafte na dan. Potonuće naftne platforme nazapamćeni je incident u američkoj naftnoj industriji. Platforma je pripadala tvrtki Transocean Ltd., sa sjedištem u Ženevi, a bila je u najmu korporacije British Petroleum (BP).

### Izljev nafte
Raspadom platforme, počeo je masovni izljev nafte po Meksičkom zaljevu. Tjedan dana nakon nesreće, američka Obalna straža zabilježila je i novo curenje nafte pa je već za manje od dva tjedna mrlja dosegla obalu nekoliko američkih saveznih država. Početni volumen nafte koja se izlijeva u more bio je oko 5.000 barela na dan, no s vremenom se samo povećavao. Američki predsjednik Barack Obama najavio je veće uključenje njegove administracije i saveznih vlasti, uključujući i ministarstvo obrane, u borbu s velikom naftnom mrljom. Duž obala Louisiane postavljeno je oko devet kilometara plutajućih zaštitnih crijeva, a još 40 kilometara je u pripremi. Oko tisuću sto osoba radilo je u akciji sanacije, uz pomoć 50 plovila i mnogobrojnih aviona, te je skupljeno 250 tisuća galona vode onečišćene naftom.
Inženjeri naftne kompanije BP-a najavili su izbušiti sigurnosne odvode namijenjene postavljanju posebnog sredstva za potpuno zatvaranje rupe, ali su dodali da bi to moglo potrajati dva do tri mjeseca.

### Borba protiv izljeva nafte
8. svibnja stavljeno je tzv. Zvono na naftnu bušotinu kako bi se zaustavilo nekontrolirano curenje nafte u Meksičom zaljevu, no moralo se dignuti zbog formiranja kristala sličnih ledu. Direktor odjela za eksploataciju u BP-u Doug Suttles, rekao je da će za rješenje tog problema trebati vjerojatno dva dana. Postavljanje čelično-betonskog zvona teškog 100 tona iznimno je složena operacija kakva još nikad nije izvedena na dubini od 1,6 kilometara.
Nakon spomenutog neuspješnog pokušaja, koristeći se podvodnim robotom, američka podmornica izlila je kemijske sastojke za rastvaranje naftne mrlje. Pretpostavlja se da se od 20. travnja, kada je bušotina eksplodirala, do 11. svibnja, u more izlilo više od 13 milijuna litara nafte. Analitičari očekuje da će troškovi sanacije stajati nekoliko desetaka milijardi dolara. Nafta izvire iz bušotine, na oko 80 kilometara od obale, i procenjuje se da svakog dana iscuri oko 800.000 litara.
"Ovo izaziva veliku zabrinutost", izjavio je David Kennedy iz Nacionalne uprave za oceane i atmosferu. "Ja sam prestrašen. Ovo je jako, jako velika stvar. I napori koje će biti potrebni da se nešto učini, pogotovo ako se istjecanje nastavi, prelaze ljudsko poimanje".
Predsjednik Obama zatražio je od Kongresa hitnu pomoć od 129 milijuna dolara za borbu s posljedicama koje za sobom ostavlja nafta. Stotinjak milijuna dolara namijenit će se obalnoj straži, a 29 milijuna ministarstvu unutarnjih poslova za aktivnosti (kontrola, ispitivanja) za koje nisu zaduženi odgovorni za onečišćenje i Fond za zaštitu od naftnih mrlja u koji uplaćuju naftne kompanije. Tri tjedna nakon početka borbe protiv naftne mrlje Obamina administracija je predložila i veće poreze za naftne kompanije i angažman najboljih znanstvenika u zemlji kako bi pomogla British Petroleumu da zaustavi otjecanje nafte.

Predsjednik uprave BP-a Tony Hayward izjavio je 25. svibnja da nikada nije pokušano na kilometar i pol ispod morske površine zaustaviti izljev nafte. „Na površini zemlje mogli bismo zatvoriti bušotinu, ali na ovoj dubini šanse su između 60 i 70 posto“, rekao je.
U međuvremenu, mjesec dana nakon izljeva, zagađeno je više od 100 kilometara obale pa je guverner Louisiane Bobby Jindal zaprijetio da će ta savezna država preuzeti stvari u svoje ruke, nabrajajući zahtjeve koje je uputio BP-u i Obalnoj straži za plutajuće barijere i drugu opremu.
26. svibnja šuta je ubrizgana u naftnu bušotinu u sklopu tzv "top kill" metode, kako bi se zaustavilo istjecanje nafte u Meksičkom zaljevu, objavio je BP, koja ističe da će se konačan rezultat znati tek za 48 sati. To je prvi put da se ta metoda upotrijebila na morskoj dubini od 1.500 metara. Međutim, ni to nije zaustavilo curenje nafte u more.
Ista ovakva katastrofa u Meksičkom zaljevu već se jedom dogodila, na gotovo na jednak način,  prije 30 godina. Velika meksička kompanija Pemex je u lipnju 1979. radila na 3 kilometra dubokoj bušotini, kad je zbog tehničkih problema došlo do snažne eksplozije. Sljedećih 9 mjeseci, stručnjaci su pokušavali neuspješno zaustaviti istjecanje nafte istim metodama koje koriste i danas. Isteklo je 3 milijuna barela nafte, a Pemex je na sanaciju i čišćenje potrošio oko 100 milijuna dolara.

### Privremeno zatvaranje
15. srpnja 2010, nakon gotovo tri mjeseca konstantnog izljevanja nafte, BP je objavio da je uspješno prekinuo istjecaj uz pomoć kapsule težine 75 tona i visine od 10 metara, priključene na propali preventer. No to je samo privremeno rješenje.
Predsjednik Barack Obama je pažljivo primio vijest o zaustavljanju izljeva, te diplomatski izjavio da treba pričekati neko vrijeme prije euforije. Ventili kapusle su privremeno otvoreni kako bi se omogućilo seizmičko testiranje da bi se utvrdilo da nafta nije pobjegla ispod kamene podloge. Do tog privremenog zaustavljanja izljeva, nafta je gotovo neprestano curila u more 85 dana od katastrofalne eksplozije na naftnoj platformi 20. travnja.
Do 19. srpnja, nisu pronađene nikakve naznake da je sama bušotina puknula, dakle kapsula je ispunila svoju svrhu. Thad Allen, umirovljeni američki admiral obalne straže zadužen za operaciju zaustavljanja izljeva, izjavio je da će se kapsula koristiti za preusmjeravanje curenja nafte prema brodovima na površini radi skupljanja iste, čime je omogućeno privremeno zatvaranje buštoine prilikom nevremena, umjesto trajnog zatvaranja bušotine.

### Trajno zatvaranje
BP je u svibnju počeo bušiti dvije sporedne bušotine radi skidanja pritiska s prve, kako bi ju blokirao. Jednom kada sporedna bušotina stigne do izvorne, operator će izbaciti smjesu u izvornu bušotinu. Prema procjenama, pomoćne bušotine će krenuti u funkciju u kolovozu 2010. i koštat će otprilike 100 milijuna $ po komadu.

## Posljedice
U tri američke države ribari su ostali bez prihoda. Ptice selice koje se gnijezde na malim otocima uz ušće Mississippija su masovno nastradale. Farme oštriga su zatvorene. Ribe koje se mrijeste uz ušće ostali su bez mlađi, jer su jaja koja plutaju uz površinu vode, zajedno s planktonima, bile prve žrtve, a za njima i čitav hranidbeni lanac. Kornjače, ribe i ptice su općenito bile najveće žrtve ekološke katastrofe.
Samantha Joye sa sveučilišta u Georgiji je izrazila zabrinutost da će trebati godinama a možda čak i desetljećima da se ekosustav obnovi od posljedica zagađenja naftom i plinom. To je u suprotnosti sa stajalištem ravnatelja BP-a Tonyja Haywarda koji je izjavio da će izljev nafte imati "jako, jako blag učinak na okoliš". Steve Ross sa sveučilišta iz Sjeverne Karoline je izjavio da je i koraljni greben na istoku Amerike vjerojatno oštećen.
29. travnja guverner Louisiane Bobby Jindal objavio je izvanredno stanje nakon vijesti da će nafta zapljusnuti do obale te države. Već idući tjedan, prvi znakovi zagađenja postali su vidljivi na obali. Ribarenje je privremeno bilo zabranjeno u tom razdoblju. Federalna vlada je 24. svibnja proglasila "riblju katastrofu" za sljedeće države: Alabama, Mississippi i Louisiana.
Što se tiče ekonomske cijene, šteta je teško procjenjiva. Neki stručnjaci tvrde kako su troškovi, kada se mora čistiti obala, dvostruko veći nego oni kada se nafta skuplja samo u vodi. Neke procjene govore kako je za ovu ekološku katastrofu BP morao izdvojiti i do 3 milijarde dolara. Drugi pak navode da je cijena bila 4,6 milijarde $. 25. svibnja, BP je obavijestio javnost da je potrošio 760 millijuna $ na saniranje izljeva. Ta cijena je pak rasla 10.000.000 $ dnevno.
30. travnja, Merrill Lynch je izvjestio da su pet poduzeća povezanih s incidentom - BP, Transocean, Anadarko Petroleum, Halliburton i Cameron International Corporation - izgubile ukupno 21 milijardu $ na tržitu kapitala. Prema UBS-u, konačna računica bi mogla biti i do 12 milijardi $. The Guardian je objavio članak u kojem analizira da je standardna državna kazna 1.100 $ po prolivenom barelu nafte, no u slučaju velikog nemara penje se i do 4.300 $ po barelu. U najgorem scenariju, procjene o svakodenvnom curenju (115.000 barela) pomnožene s dva mjeseca potrebna za sanaciju bi mogle rezultirati i do 60 milijardi $ troškova.
U SAD-u su se sve češće čule usporedbe izlijevanja nafte s uraganom Katrina koji je 2006. u rujnu preplavio New Orleans. Tom je prigodom poginulo 1.800 ljudi, a bijes stanovnika, zbog izuzetno spore reakcije vlasti te neinteresa koji je za katastrofu i stradanja pokazao tadašnji predsjednik George W. Bush, ubrzo se prelio cijelom zemljom i doveo prvo do pobjede demokrata na izborima za Kongres, a zatim i do pobjede Baracka Obame na izborima. Upravo stoga Bijela kuća odbacuje bilo kakvu sličnu usporedbu, no politička šteta je napravljena. Uoči svog posjeta Meksičkom zaljevu 26. svibnja, Obama je poručio BP-u da "već jednom začepe tu prokletu rupu".
Obama je također naredio da se do daljnjeg neće izdavati dozvole za bušenje na velikim dubinama. "Znam da to ne može umanjiti ogroman bijes i frustraciju koje ova katastrofa izaziva kod stanovnika Meksičkog zaljeva i brojnih Amerikanaca", rekao je Obama i najavio da kreće u žestoki obračun s korupcijom u naftnoj industriji kojom se, priznaje, trebao i ranije pozabaviti.

## Vanjske poveznice
- Službeni site američke vlade o mjerama protiv izljeva nafte
- NOAA Deepwater Horizon incident website
- Obalana straža SAD-a - istraga o incidentu  Arhivirana inačica izvorne stranice od 31. svibnja 2012. (Wayback Machine)